# Vetenskapsåret 1914

## Händelser

### Astronomi
- Okänt datum - Sinope den dittills yttersta av Jupiters månar upptäcks vid Lick Observatory i Kalifornien av Seth Barnes Nicholson.
- Okänt datum - Robert Goddard börjar bygga raketer.
- Okänt datum - Walter Sydney Adams upptäcker en extremt hög densitet hos Sirius B
- Okänt datum - En 76 cms refraktor byggs vid Allegheny Observatory vid University of Pittsburgh.
- 21 augusti - En total solförmörkelse inträffade över Sverige.

### Biologi
- 26 november - Karl von Frisch publicerar "Der Farbensinn und Formensinn der Biene" om honungsbinas beteende.[1]

### Medicin
- 8 januari - Ett sjukhus i London sätter in radium i cancerbehandlingen.[2]

### Teknik
- 13-18 juli - I samband med Baltiska utställningen i Malmö ordnas Baltiska ingenjörskongressen, det dittills största teknikermötet i Norden. Ordförande var generaldirektör Fritz Pegelow, generalsekreterare kapten Ingemar Petersson och initiativtagare överingenjör Ivar Svedberg.

## Pristagare
- Clarkemedaljen: Arthur Smith Woodward
- Copleymedaljen: Joseph John Thomson
- Darwinmedaljen: Edward Bagnall Poulton
- De Morgan-medaljen: Joseph Larmor
- Nobelpriset: [3]
  - Fysik: Max von Laue
  - Kemi: Theodore William Richards
  - Fysiologi/Medicin: Robert Bárány
- Wollastonmedaljen: John Edward Marr [4]

## Födda
- 8 mars - Jakov Borisovitj Zeldovitj (död 1987), rysk astrofysiker.
- 4 april - Ivar Hessland (död 2006), svensk geolog och paleontolog.
- 19 maj - Max Perutz (död 2002), österrikisk-brittisk molekylärbiolog, Nobelpriset i kemi 1962
- 6 oktober - Thor Heyerdahl (död 2002), norsk marinbiolog och upptäcktsresande, ledde Kon-Tiki-expeditionen.
- 14 oktober - Raymond Davis Jr. (död 2006), amerikansk kemist och fysiker, Nobelpriset i fysik (2002)
- 21 oktober - Martin Gardner, amerikansk matematiker och författare.
- 28 oktober - Jonas Salk (död 1995), amerikansk bakteriolog, poliovaccinet.

## Avlidna
- 24 januari - David Gill (född 1843), brittisk astronom.
- 30 mars - John Henry Poynting (född 1852), brittisk fysiker.
- 16 april - George William Hill (född 1838), amerikansk astronom och matematiker.
- 26 april - Eduard Suess (född 1831), österrikisk geolog och paleontolog.
- 27 maj - Joseph Wilson Swan (född 1828), brittisk fysiker och kemist.
- 5 november - August Weismann (född 1834), tysk biolog.
- 24 december - John Muir (född 1838), skotsk-amerikansk geolog, ekolog.

### Fotnoter
1. ↑  Zoologische Jahrbücher, Abteilung für allgemeine Zoologie und Physiologie der Tiere (Jena) 35 (1914-15) pp. 1-182.
2. ↑  100 år med Aftonbladet, DN, 1999
3. ↑  ”Nobelpriset”. http://nobelprize.org/nobel_prizes/lists/all/index.html. Läst 10 april 2011.
4. ↑  ”Geological Society”. Arkiverad från originalet den 5 juni 2011. https://web.archive.org/web/20110605102217/http://www.geolsoc.org.uk/gsl/society/history/page750.html. Läst 13 april 2011.